# 羅蓬縣
羅蓬縣(新唐書作邏蓬縣)是唐代瀘州都督府奉州所屬的一個縣，儀鳳二年，開山洞置。其轄地在今四川省瀘州市所屬瀘縣、江安縣、合江縣一帶地方，是唐代招撫當地土著所設置的縣，一般由其頭人任縣官。